# (5170) Sissons
(5170) Sissons es un asteroide perteneciente a la familia de Eos en el cinturón de asteroides, descubierto el 3 de marzo de 1987 por Edward Bowell desde la Estación Anderson Mesa (condado de Coconino, cerca de Flagstaff, Arizona, Estados Unidos).

## Designación y nombre
Designado provisionalmente como 1987 EH. Fue nombrado Sissons en honor a Anthony Sissons, un buen amigo de hacía bastantes años del descubridor, con motivo de su 50 cumpleaños en noviembre de 1993.

## Características orbitales
Sissons está situado a una distancia media del Sol de 3,026 ua, pudiendo alejarse hasta 3,193 ua y acercarse hasta 2,858 ua. Su excentricidad es 0,055 y la inclinación orbital 10,33 grados. Emplea 1922,67 días en completar una órbita alrededor del Sol.
Los próximos acercamientos a la órbita de Júpiter se producirán el 15 de marzo de 2106, el 21 de junio de 2153 y el 28 de septiembre de 2200.

## Características físicas
La magnitud absoluta de Sissons es 12,4. Tiene 11 km de diámetro y su albedo se estima en 0,2.